# 第3回ボストン・オンライン映画批評家協会賞
第3回ボストン・オンライン映画批評家協会賞は2014年の映画を対象とした賞で、2014年12月6日に受賞者が発表された。

## 受賞一覧

### 作品トップ10
- 1位 『スノーピアサー』（ポン・ジュノ監督）
  - 2位 『アンダー・ザ・スキン 種の捕食』
  - 3位 『6才のボクが、大人になるまで。』
  - 4位 『オンリー・ラヴァーズ・レフト・アライヴ』
  - 5位 『ババドック 暗闇の魔物』
  - 6位 『サンドラの週末』
  - 7位 『バードマン あるいは（無知がもたらす予期せぬ奇跡）』
  - 8位 『ある神父の希望と絶望の7日間』
  - 9位 『インヒアレント・ヴァイス』
  - 10位 『グローリー/明日への行進』

### 監督賞
- アレハンドロ・ゴンサレス・イニャリトゥ - 『バードマン あるいは（無知がもたらす予期せぬ奇跡）』

### 主演男優賞
- ブレンダン・グリーソン - 『ある神父の希望と絶望の7日間』

### 主演女優賞
- マリオン・コティヤール - 『サンドラの週末』

### 助演男優賞
- エドワード・ノートン - 『バードマン あるいは（無知がもたらす予期せぬ奇跡）』

### 助演女優賞
- ティルダ・スウィントン - 『スノーピアサー』

### 脚本賞
- ジョン・マイケル・マクドナー - 『ある神父の希望と絶望の7日間』

### 撮影賞
- エマニュエル・ルベツキ - 『バードマン あるいは（無知がもたらす予期せぬ奇跡）』

### 編集賞
- ジェームズ・ハーバート - 『オール・ユー・ニード・イズ・キル』

### 作曲賞
- ミカ・レヴィ - 『アンダー・ザ・スキン 種の捕食』

### アニメ映画賞
- 『LEGO ムービー』

### 外国語映画賞
- 『サンドラの週末』 ベルギー

### アンサンブル演技賞
- 『バードマン あるいは（無知がもたらす予期せぬ奇跡）』

### ドキュメンタリー映画賞
- 『Life Itself』